# سیاه‌اردک معمولی

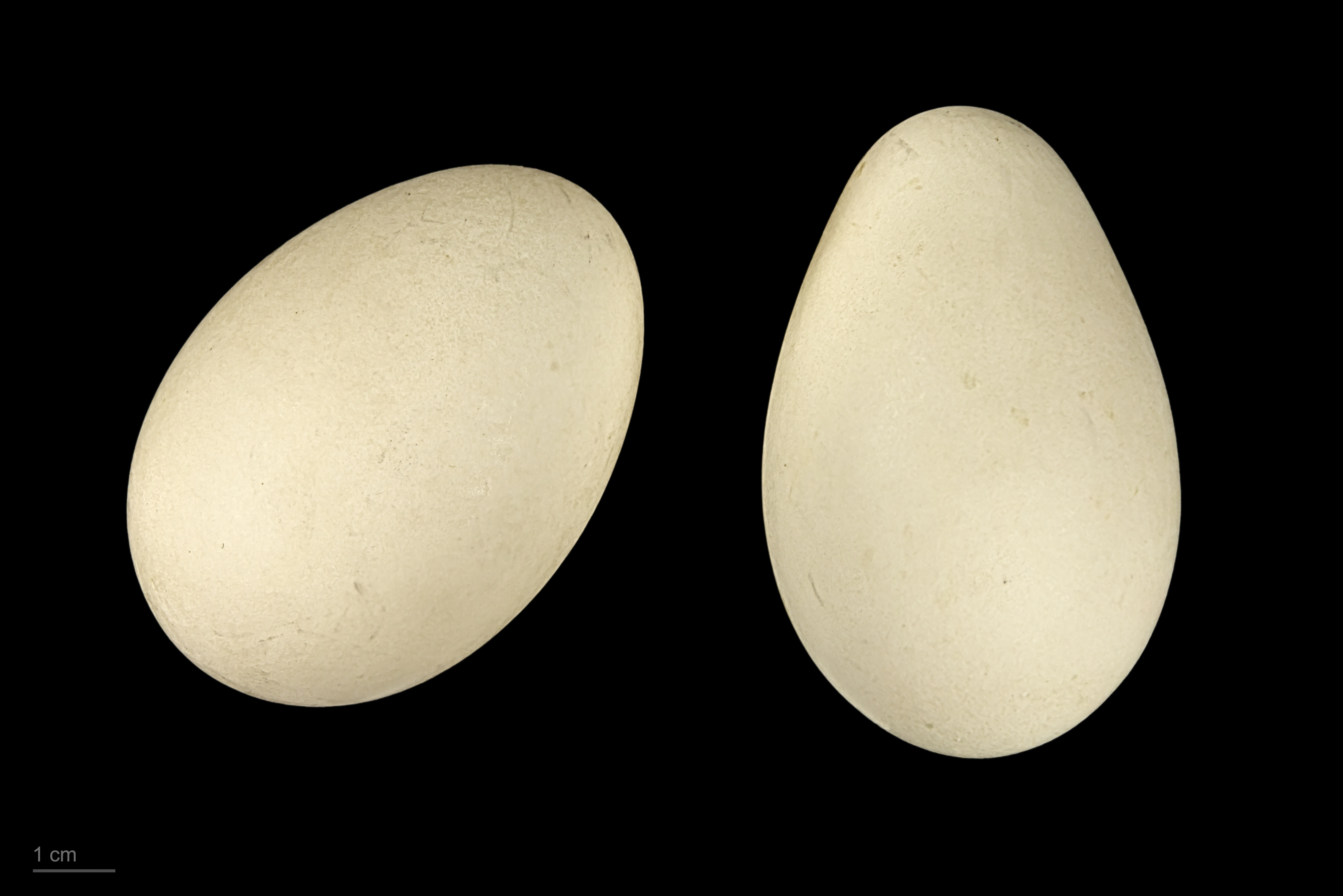
Melanitta nigra

سیاه‌اردک معمولی (نام علمی: Melanitta nigra) پرندهای از زیرتیرهٔ اردکیان است.
این اردک دارای نوک بزرگ و پهن و سیاه رنگی است که در انتهای آن دو برجستگی و برآمدگی بزرگ دیده می‌شود. نرها به رنگ سیاه یک‌دست می‌باشند و ماده‌ها دارای رنگ قهوه‌ای تیره هستند. در هر دوره تخم‌گذاری حدود ۱۲ تخم می‌گذارند که رنگ پوسته آن‌ها زرد می‌باشد. دم آن‌ها کوتاه و نوک دار است. در کنار آب‌های شیرین که مشرف به جنگل باشد لانه می‌سازند و بیشتر از جانوران آبزی تغذیه می‌کنند. در شمال اروپا زندگی می‌نمایند؛ و به هنگام زمستان به اروپای جنوبی و شمال آفریقا و دریای خزر مهاجرت می‌کنند.